# NGC 2913
NGC 2913 (другие обозначения — UGC 5095, MCG 2-25-5, ZWG 63.9, PGC 27184) — спиральная галактика (Sc), расположенная в созвездии Льва на расстоянии примерно в 139 млн с. л. (45,96 Мпк) от Млечного Пути. Открыта Альбертом Мартом 10 марта 1864 года.
Галактика NGC 2913 входит в состав группы галактик NGC 2911. Помимо NGC 2913 в группу также входят NGC 2911, NGC 2914, NGC 2939, PGC 27167, MGC 2-25-22 и UGC 5216.

## Описание
NGC 2913 имеет широкую линию HI.
Два измерения, не основанные на красном смещении, дают расстояние 51,300 ±7,354 Мпк (~167 млн а. е.), что находится в пределах расстояний, рассчитанных с использованием значения красного смещения. Космологическое красное смещение составляет z = +0,010240 ± 0,000060.
NGC 2913 является частью группы NGC 2911. По словам Авраама Махтессяна, в группу NGC 2911 также входят галактики NGC 2911 и NGC 2914. С другой стороны, группа NGC 2911 также упоминается в исследовании, опубликованном в 1993 году А. М. Гарсиа[d], в котором он также включает галактику NGC 2939, а также галактики PGC 27167 (ошибочно идентифицированную как NGC 2912), UGC 5216 и MCG 2-25-22.
Дрейер описал объект как: «очень тусклый, довольно большой, неправильной формы», поблизости больше ничего нет, поэтому идентификация определена.
Этот объект входит в число перечисленных в оригинальной редакции «Нового общего каталога».

## Обнаружение и наблюдения
Открыта немецким астрономом Альбертом Мартом 10 марта 1864 года с помощью зеркального телескопа (рефлектора) диаметром 121,92 см (48 дюймов).

### Данные наблюдений
По морфологической классификации галактик NGC 2913 относится к типу Sc. Видимая звёздная величина составляет 13,4 m, а в интервале от минимальной до максимальной частоты (фотографическая звёздная величина) — 14,1 m, поверхностная яркость — 13 m/лм2.
Судя по скорости удаления 3054 ± 10 км/с, NGC 2913 находится на расстоянии около 139 млн с. л. (45,96 Мпк) от Млечного Пути, что вполне согласуется с независимыми от красного смещения оценками расстояния от 150 до 185 млн с. л. Учитывая это и видимые размеры 1,1’x0,7' NGC 2913, её диаметр составляет около 45 000 с. л.

### Астрономические данные
Объект относится к эпохе J2000.0. Его Прямое восхождение — 09ч 34м 02,7с, склонение — +09° 28′ 42″, угловое положение — 140°. Радиальная скорость — 3054 ± 10 км/с.